# Новоенисейский сельсовет
Новоенисе́йский сельсове́т — сельское поселение в Бейском районе Хакасии.
Административный центр — село Новоенисейка.

## История
Статус и границы сельского поселения установлены Законом Республики Хакасия от 7 октября 2004 года № 60 «Об утверждении границ муниципальных образований Бейского района и наделении их соответственно статусом муниципального района, сельского поселения»

## Население
Численность
| 2002  | 2010  | 2012  | 2013  | 2014  | 2015  | 2016  |
| ----- | ----- | ----- | ----- | ----- | ----- | ----- |
| 1809  | ↘1761 | ↗1857 | ↗1858 | ↗1863 | ↘1820 | ↘1788 |
| 2017  | 2018  | 2019  | 2020  | 2021  |       |       |
| ↗1790 | ↗1817 | ↘1807 | ↘1792 | ↘1771 |       |       |

Национальный состав
Большинство населения - русские и хакасы, однако, именно русских больше, чем хакасов.

## Состав сельского поселения
В состав сельского поселения входят 3 населённых пункта:
| № | Населённый пункт | Тип населённого пункта       | Население |
| - | ---------------- | ---------------------------- | --------- |
| 1 | Дмитриевка       | деревня                      | ↘155      |
| 2 | Новоенисейка     | село, административный центр | ↗1071     |
| 3 | Новониколаевка   | деревня                      | ↘535      |

## Местное самоуправление
Администрация
с. Новоенисейка, Ленина, 15
Главы сельсовета
- с 8 февраля 2015 года — Петрова Татьяна Николаевна[15]

Главы администрации
- Атякшев Александр Алексеевич